# Коморијенти
Коморијенти или саумирући (по терминологији Српског грађанског законика) су лица:
1. која су настрадала у истој несрећи или случају;
2. тако да се редослед њихове смрти не може тачно утврдити, а;
3. налазе се у неком положају релевантном за Наследно право.

С обзиром на то да оставиоца могу наслеђивати само они који су га (макар и најкраћи временски тренутак) надживели, коморијенти постају велики проблем који се у упоредном праву решава на два начина:
1. начин је онај из Француског грађанског законика, који уводи две претпоставке надживљавања - да млађи надживљава старијег, и да мушкарац надживљава жену (при чему је ова друга претпоставка примарна). Тако, ако у истој несрећи страдају отац и син, наслеђује син. Ако страдају муж и жена наслеђује муж. А ако страдају отац и кћерка, наслеђује кћерка;
2. начин је онај из Аустријског грађанског законика, који сматра да су коморијенти умрли истовремено, те да се стога не могу међусобно наслеђивати.
Француско решење је општеприхваћено у земљама на које француско право извршило пресудан утицај, укључујући и право Краљевине Југославије, док је аустријски модел прихваћен у већини земаља, укључујући и нашу. Наиме, после Другог светског рата нова власт је укинула све прописе претходне државе, остављајући притом могућност да се нека решења примењују из законских прописа који су важили и раније, али само ако су у складу са Уставом, поретком и вредностима социјалистичког друштва. Како је француско (самим тим и српско) решење оцењено као неправедно и дискриминаторско, почело је да се примењује правно правило из АГЗ-а (који је пре рата важио на територији срезова: Панчево, Алибунар и Бела Црква). Данашње наше право се руководи сличним принципима, тако да је питање коморијената нерегулисано (исто се примењују правила из АГЗ-а).

### Разлике између два система
Кроз прост пример је могуће видети како функционишу један и други систем, како би се видело колико могу да буду различити резултати. Тако, ако се узме у саобраћајној несрећи страдали муж и жена, тако да је редослед смрти неутврдив, при чему муж има имовину у вредности од 100.000 динара, а жена у вредности од 200.000 дин, а једини наследници су њихови родитељи, француски модел доводи до следећег решења:

Према општим правилима наслеђивања, када брачни друг наслеђује са родитељима другог брачног друга, он добија половину заоставштине док родитељи добијају по четвртину заоставштине. Тако, ако важи претпоставка да је муж надживео жену, њени родитељи добијају по четвртину од 200.000, одн. по 50.000, а остатак се сабира са мужевљевим иметком (100.000 + 100.000 = 200.000), па то деле његови родитељи (добијају по 100.000). Тако се дешава да већи део имовине оде оним лицима која нису у сродству са преминулим, него његовим сродницима, што је неправично решење.
Са друге стране, ако се примени аустријски модел, не долази до међусобног наслеђивања супружника, јер се сматра да су умрли истовремено, па наслеђују њихови родитељи, и то свако од свога. Мужевљеви родитељи деле 100.000 (дакле, по 50.000), а женини 200.000 (свако по 100.000).

### Решење у позитивном српском праву
Дакле, пошто се тренутком смрти оставиоца отвара његова заоставштина, потребно је тачно утврдити тај тренутак, јер се према том тренутку, између осталог, утврђује круг наследника који се позивају на наслеђе. Случај коморијената је специфичан по томе што се не може утврдити тачан редослед смрти лица која су изгубила живот у истој опасности, па се мора применити један од два система. У нашем позитивном праву се узима да су коморијенти умрли истовремено, тако да се не могу међусобно наслеђивати, јер је основни услов да неко лице постане наследник да доживи тренутак делације лица на чије наслеђе претендује.
Треба увек имати у виду да је у питању претпоставка, а да је дужност суда да покуша да, у сваком конкретном случају, уз помоћ свих расположивих и дозвољених доказа, утврди тачан редослед смрти лица у питању, што значи да се претпоставка примењује тек онда када је редослед смрти немогуће утврдити.